# Zamek Hrubá Skála
Zamek Hrubá Skála (cz. Zámek Hrubá Skála) – zabytkowy zamek w gminie Hrubá Skála, w  powiecie Semily (Czechy).
Zamek znajduje się w regionie turystycznym Czeski Raj (cz. Český ráj, niem.  Böhmisches Paradies), w północnych Czechach.
Pierwotny gotycki zamek został wybudowany przez Hynka von Wallensteina, który jest wymieniany jako właściciel w źródłach pisanych w 1353 r. Przed 1492 r. obiekt był własnością rodziny Svojanovských z Bozkovic. Za panowania rodziny Smiřickich zamek został przekształcony w renesansowy pałac. Po śmierci Albrechta von Wallensteina w 1634 majątek przejął Maxmilian von Wallenstein. W 1821 r. posiadłość kupił Johann (Jan) Lexa von Aehrenthal.
Do zamku prowadzi kamienny most z figurami. Za nim brama wjazdowa z herbem Jana Lexa von Aehrenthala.

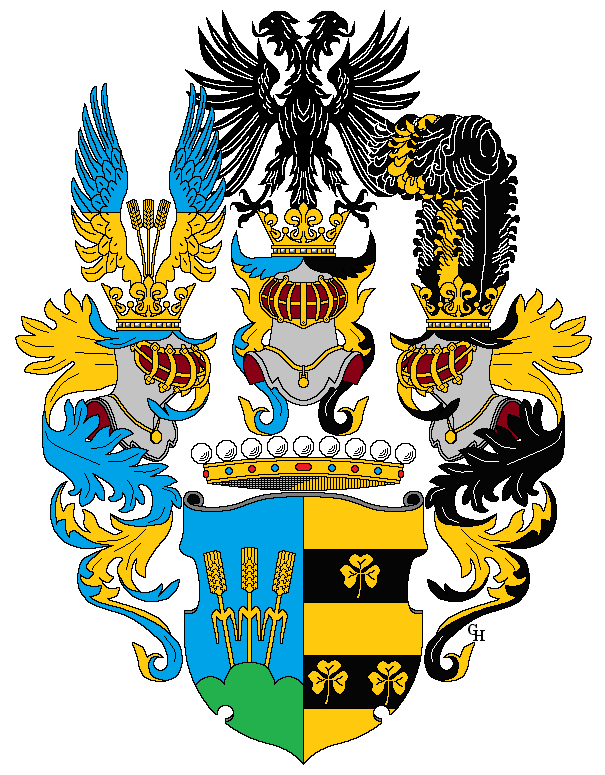
Herb Jana Lexa von Aehrenthala
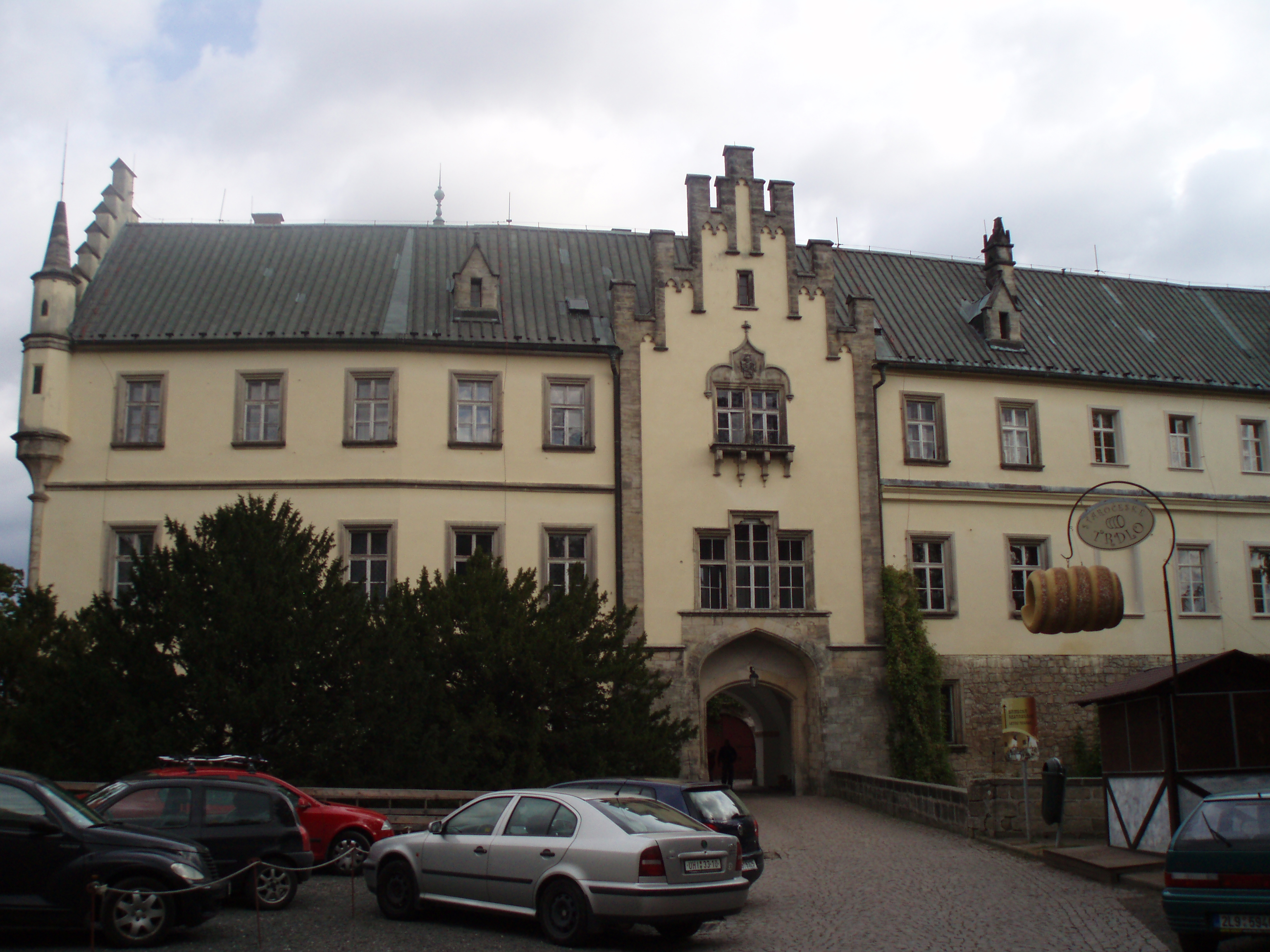
Ryzalit. Herb z lwem nad oknem I pietra